# ロドリゴ・ジュニオール・パウラ・シウヴァ
ジゴン(Digão)こと、ロドリゴ・ジュニオール・パウラ・シウヴァ（Rodrigo Junior Paula Silva, 1988年5月7日 - ）は、ブラジル・ドゥケ・デ・カシアス出身のサッカー選手。クルゼイロEC所属。ポジションはディフェンダー。パレスチナ系ブラジル人。

## 経歴
2014年、母国のフルミネンセFCからサウジ・プロフェッショナルリーグのアル・ヒラルへ移籍した。
2017年7月18日、アラビアン・ガルフ・リーグのアル・シャールジャSCCからクルゼイロECへ3年契約で移籍し母国復帰。フルミネンセやアル・ヒラル時代のチームメイトであったチアゴ・ネヴェスと再会した。

## タイトル
フルミネンセ
- タッサ・グアナバラ : 2012
- カンピオナート・カリオカ : 2012
- カンピオナート・ブラジレイロ・セリエA : 2010, 2012

アル・ヒラル
- サウジ国王杯 : 2015
- サウジ・スーパーカップ : 2015
- クラウンプリンス・カップ : 2016